# Зайкаускас Броніславас Адомович
Броніславас Адомович Зайкаускас (22 квітня 1934, село Бальчюнішкяй, тепер Анікщяйського району Утенського повіту, Литва — 6 червня 2008, місто Вільнюс, Литва) — литовський радянський державний діяч, секретар ЦК КП Литви, заступник голови Ради міністрів Литовської РСР. Депутат Верховної ради Литовської РСР 10—11-го скликань.

## Життєпис
З 1945 до 1954 року навчався у Вєшинській середній школі Литовської РСР, яку закінчив зі срібною медаллю.
У 1954—1959 роках — студент економічного факультету Вільнюського державного університету імені Капсукаса, економіст.
У юності активно займався спортом, тричі здобуваючи бронзову медаль на чемпіонаті СРСР з академічного веслування у веслуванні вісімкою.
У 1959—1960 роках — економіст, старший науковий співробітник Литовського філіалу Всесоюзного науково-дослідного інституту маслосироробної промисловості.
У 1960—1976 роках — відповідальний працівник Державного планового комітету (Держплану) Ради міністрів Литовської РСР.
Член КПРС з 1963 року.
У 1976—1979 роках — заступник, у 1979—1984 роках — 1-й заступник голови Держплану Ради міністрів Литовської РСР.
У 1984 — грудні 1988 року — голова Держплану Ради міністрів Литовської РСР — заступник голови Ради міністрів Литовської РСР.
Одночасно в 1985—1989 роках — голова федерації академічного веслування Литовської РСР.
9 грудня 1988 — 22 грудня 1989 року — секретар ЦК КП Литви.
У 1990—1993 роках — працівник апарату Верховної ради (Сейму) Литовської Республіки.
У 1993—1995 роках — директор департаменту маркетингу банку «Hermio» у Вільнюсі.
У 1995—1996 роках — голова правління Литовського кооперативного банку.
Визнаний винним у розтраті активів банку та засуджений до 2,5 років позбавлення волі.
У 2000—2008 роках — експерт з економіки та підприємництва Конфедерації підприємців Литви.
6 червня 2008 року помер у Вільнюсі. Похований на Рокантішському цвинтарі Вільнюса.

## Нагороди та відзнаки
- орден Жовтневої Революції (1976)
- орден Трудового Червоного Прапора (1981)
- орден Дружби народів (1986)
- медалі
- Державна премія Литовської РСР (1983)
- Заслужений економіст Литовської РСР (1984)
- Майстер спорту Литовської РСР (1959)